# 耶路撒冷市旗
耶路撒冷市旗是以以色列國旗為基礎設計。旗幟上的兩條藍色條紋令人想到塔利特（猶太教祈禱披肩），旗幟中央是耶路撒冷市徽的圖案。這一旗幟在1949年耶路撒冷市政府的一場設計公開徵集中被採用，成為西耶路撒冷的旗幟，並在1967年六日戰爭後成為統一的耶路撒冷的市旗。